# Сосна кедрова європейська
Сосна кедрова, cосна́ кедро́ва європе́йська, або сосна́ європе́йська (Pinus cembra L.) — хвойне вічнозелене дерево родини соснових. Максимальна тривалість життя — 1000 років, висота — до 25 м, діаметр стовбура — до 1,5 м. Занесена до Червоної книги України.

## Ботанічні характеристики

### Будова і життєдіяльність
Дерево 10-25 м заввишки з діаметром стовбура до 1,5 м. Потужний стовбур в старості часто стає викривленим. Крона широка, яйцеподібна, часто — багатовершинна. Однорічні пагони вкриті густим червонувато-бурим опушенням. Нижні гілки часто торкаються землі.
Вид близький до сосни сибірської (Pinus sibirica), від якої відрізняється менш товстими (4—5 мм), іржаво-червоними або коричневими молодими пагонами, набагато меншою (9—18 зубців на 1 см краю хвоїнки) зубчастістю країв хвоїнок та іншою формою (кулеподібно-яйцеподібною) і розмірами дозрілих шишок.

#### Кора
Кора молодих дерев сіро-зелена, гладка, місцями із смолистими бульбашками, з віком все більш шорстка, розтріскано-луската, в зрілому віці коричнева з червонуватими тріщинами між пластинками.

#### Хвоя
Хвоя темно-зелена з блакитним відливом, пряма, щільна, довга (5-9 см) і тонка, по 5 хвоїнок у пучках. Тримається на гілках 3-5 років.

#### Шишки

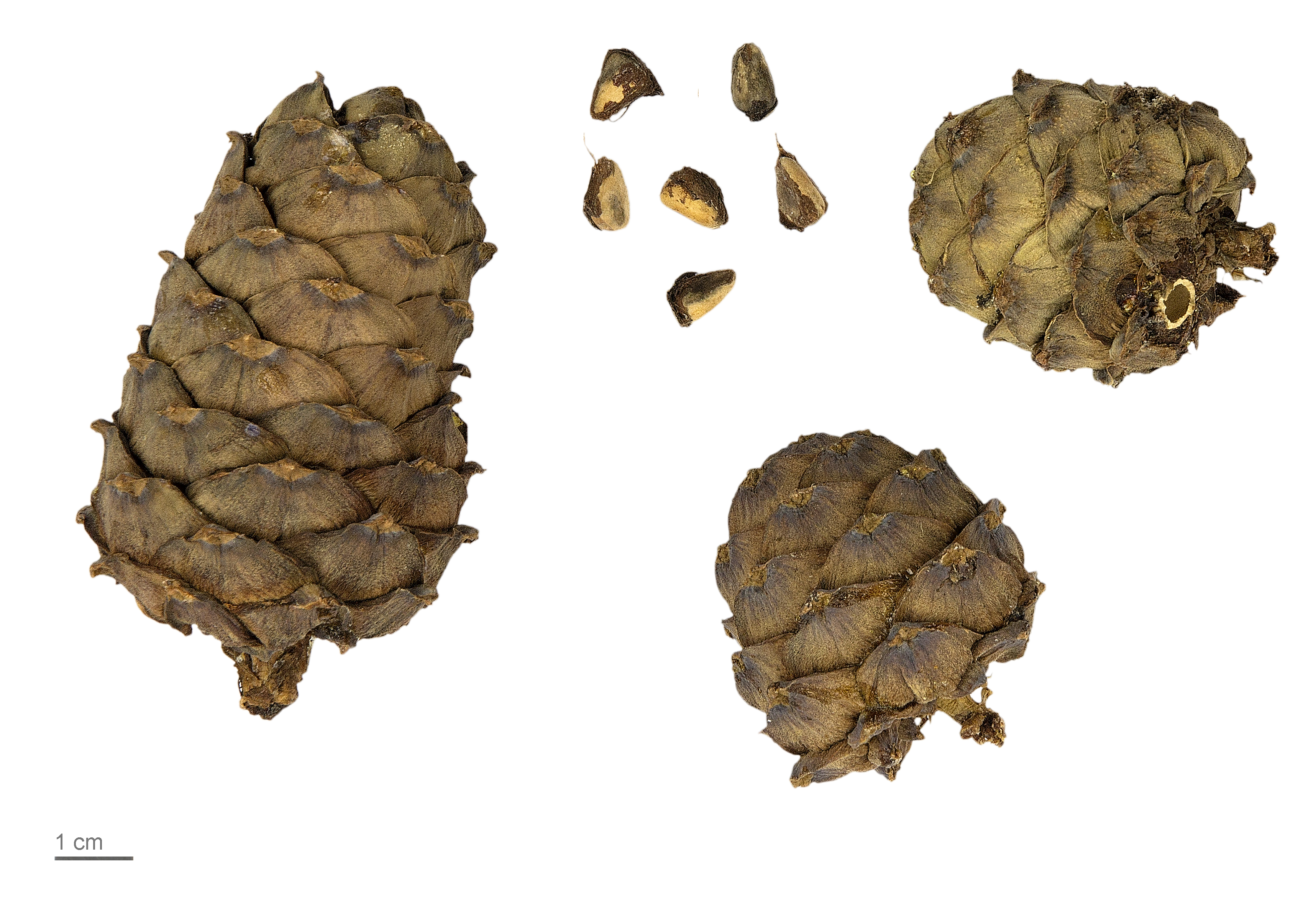
Шишки сосни кедрової в Тулузькому музеї

Чоловічі — жовті або червонуваті колоски, 10 мм завдовжки, 5 мм завтовшки. Жіночі шишки — яйцеподібно-довгасті, 1 см завдовжки, спочатку фіолетово-бурі, потім — коричнево-пурпурові. На коротких сильних черешках розташовуються під верхівкою пагона. Квітнуть в травні-червні. При дозріванні стають темно-коричневими. Дозрівають на другий рік і не розкритими опадають.

#### Насіння
Насіння — завдовжки до 12 мм, завтовшки — 6-7, червоно-коричневе, відоме під назвою «кедрові горішки», їстівне. Маса 1000 насінин — 140—370 грамів. Дозрівають горішки на початку вересня (на другий рік після запилення), опадають разом з шишкою, не розкриваючись. Після удару об землю легко лущаться.

### Розмноження
Як й інші соснові, розмножується насінням. Росте повільніше, ніж інші кедрові сосни. Річний приріст паростка у молодому віці — 2,5 см, після 30 років — близько 10 см. У 30 років висота дерева 3-4 м; у 35 років — 7,5 м, ширина — 3,5 м; у 70 років висота — 14-17 м, діаметр стовбура — 20-30 см.
Насіння дає в штучних насадженнях — з 25 років, за сприятливих умов з 15 років, в природних умовах — з 60 років. На гілках одного дерева зосереджені чоловічі колоски та жіночі шишки, рослина здатна до самозапилення. Плоди дає лише верхня частина крони — 1-1,5 м (рідко 2 м).

## Поширення
Ареал виду складається з двох фрагментів. Один — від південних районів Франції до східних районів Альп, на півночі доходить до Женевського озера. Другий і менший ареал розташований у Високих Татрах та Карпатах. Росте на висоті 1200—2600 м над рівнем моря, в континентальному кліматі, де дуже низькі температури і сніг лежить більше 9 місяців на рік. Утворює змішані з ялицею, ялиною і модриною насадження або росте невеликими чистими деревостоями. Як плейстоценовий релікт і рідкісний вид занесений до Червоної книги. Для охорони цієї сосни організовано ряд заповідників.
Росте повільно. Тіньовитривала, морозостійка (до -40 °C), вимоглива до вологості повітря і ґрунту, вітростійка. Віддає перевагу помірно вологим, переважно глинистим ґрунтам. Вважається довговічнішою, ніж сосна сибірська. Живе до 1000 років. У культурі поширена на всій середній смузі Європи. Широко культивується в Австрії, Німеччині, Швейцарії, Франції, Польщі, Румунії, в країнах Північної Європи — Норвегії, Швеції, Ісландії. Із колишніх республік СРСР — в західних районах України і в Прибалтиці.

### Сосна європейська в Україні

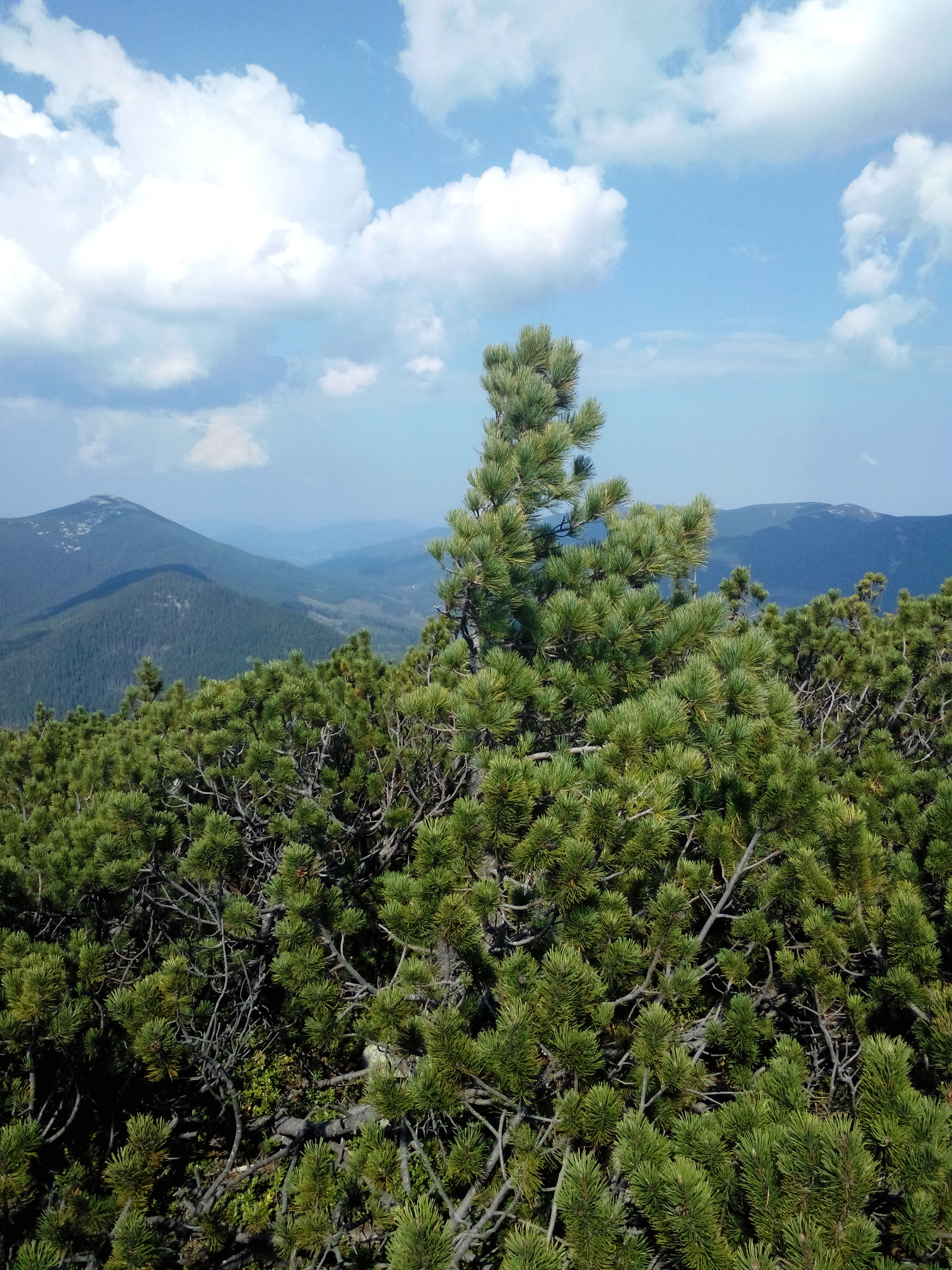
Сосна кедрова європейська на вершині г. Яйко Перегінське, Ґорґани

В Україні сосна кедрова європейська трапляється лише в Карпатах — в Закарпатській та Івано-Франківській областях, а також у Любовицькому лісництві Малинського району Житомирської області. Росте частково разом з модриною, мова йде про кілька десятків дерев, раніше було більше. Відомі її місцезнаходження на гірських хребтах Ґорґан, Свидовця, Чорногори, які є східною межею її ареалу. Найбільші площі кедрової сосни збереглися в Івано-Франківській області, в основному в Ґорґанах. Починаючи з верхньої течії Свічі розірвана смуга лісів за участю сосни тягнеться уздовж гірських хребтів у верхній частині басейну Лімниці, Бистриці Солотвинської та Бистриці Надвірнянської. У гори дерево піднімається на висоту до 1350 м на північно-східних схилах і до 1280 м — на північних. Часто разом з ним росте ялина, гірська сосна — жереп, горобина, іноді береза. Місцями сосна доходить до верхньої межі лісу. На Чорногорі трапляється лише в двох улоговинах льодовикового походження — Ґаджина і Кізьї Улоги. На Закарпатті трапляється значно рідше.
Сосна європейська охороняється в Карпатському біосферному заповіднику, загальнодержавних заповідниках «Кедринський» в Закарпатській і «Яйківський» в Івано-Франківській області (у останньому знаходиться найбільша ділянка сосни кедрової європейської природного походження), а також в деяких інших об'єктах. Свого часу вид був включений до Червоної книги СРСР. Нині — до Червоної книги України.
Найбільші екземпляри кедра виявлені у природному заповіднику «Ґорґани» (34 м висотою і діаметром 108 см) та заказнику «Яйківський» (діаметр 98 см). Орієнтовний вік дерев ― понад 500 років.
За свідченнями очевидців в заказнику «Яйківський» виявлено екземпляр діаметром 145 см, якому ймовірно 750 років.

## Практичне використання
Відвар хвої використовують як протицинговий і потогінний засоби. Настій шкаралупи горіхів — при глухоті, нервових розладах, хворобах печінки та нирок. Як і всі кедрові сосни сосна європейська має сильні бактерицидні властивості. Її живицею змащують рани, порізи та опіки. З горіхів отримують кедрові вершки і молоко.
Деревина спочатку світла, потім сильно темніє, високо цінується з давніх часів. Завдяки рівномірній структурі добре підходить для столярних робіт, особливо для будівництва будинків.

## Галерея

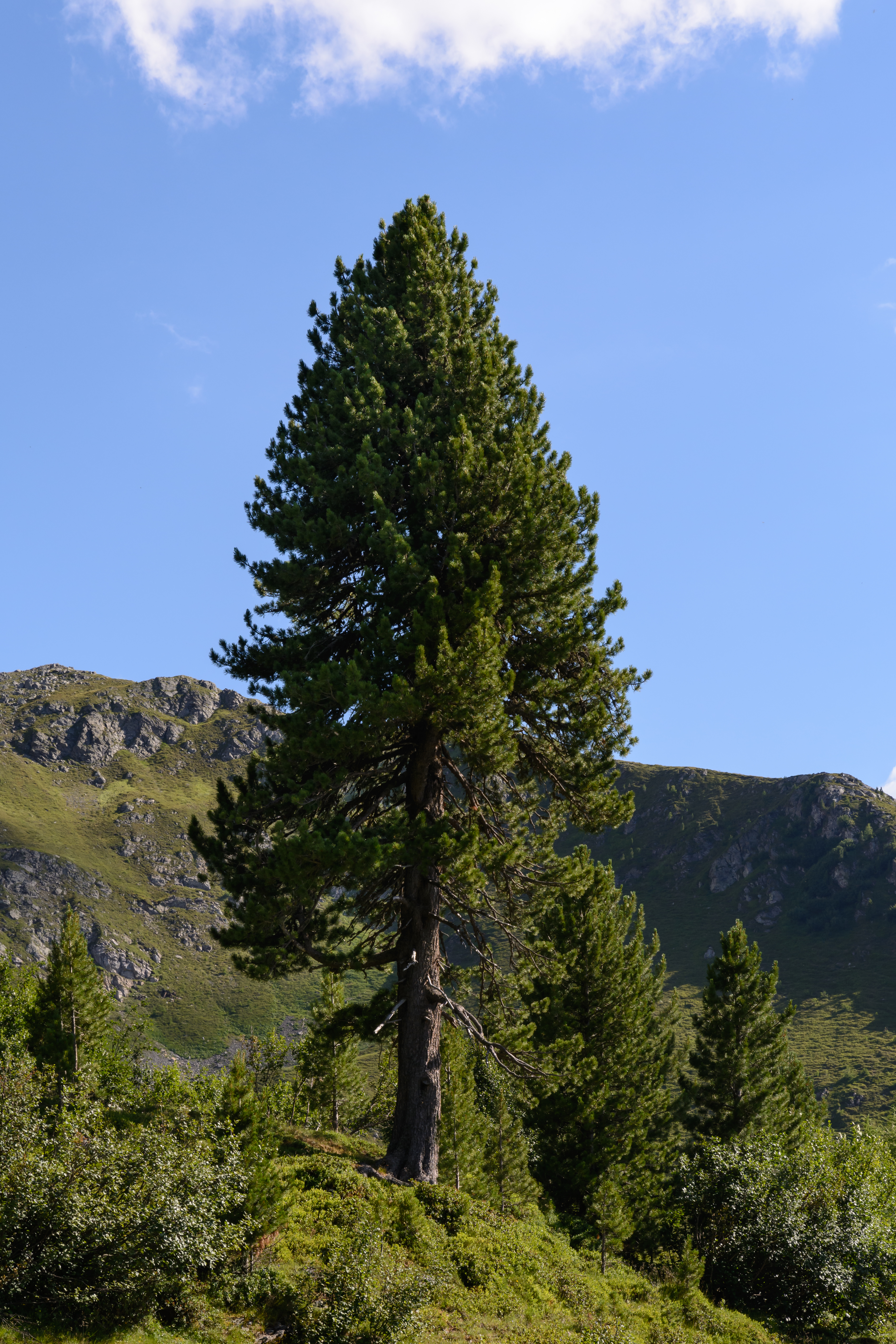
Дерево в гірському масиві Нок (Австрія)
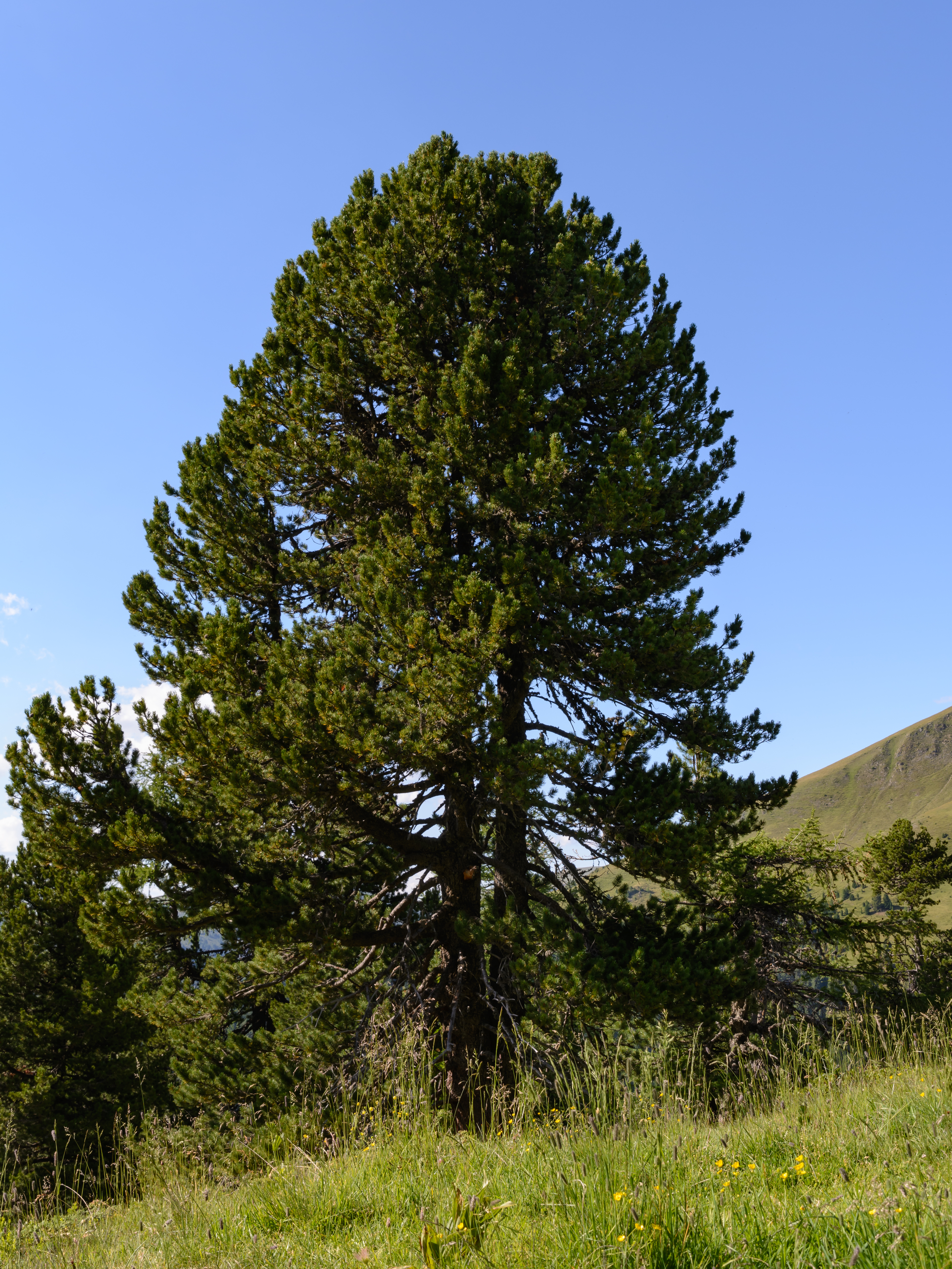
Гірський масив Нок (Австрія)
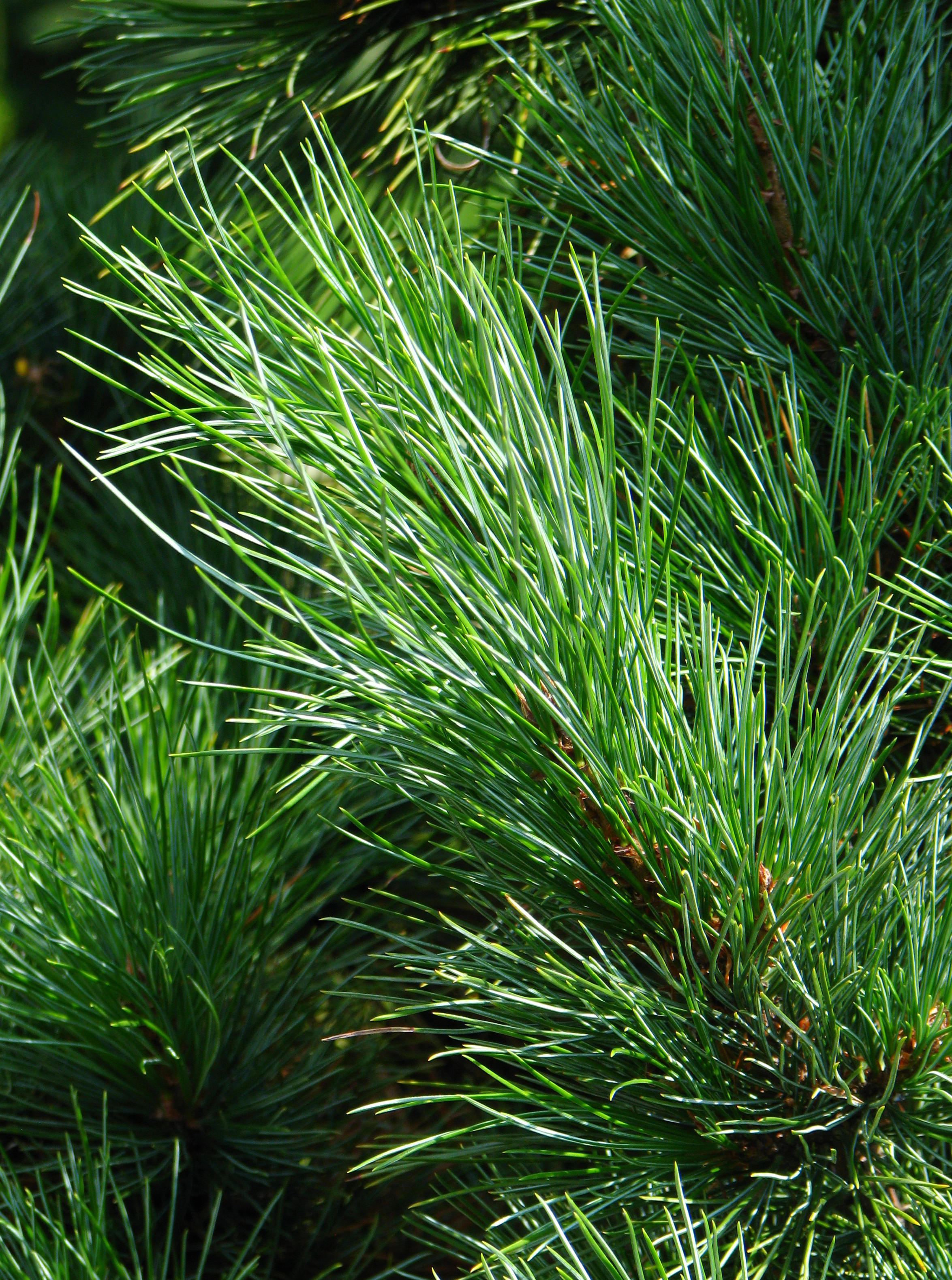
Хвоя
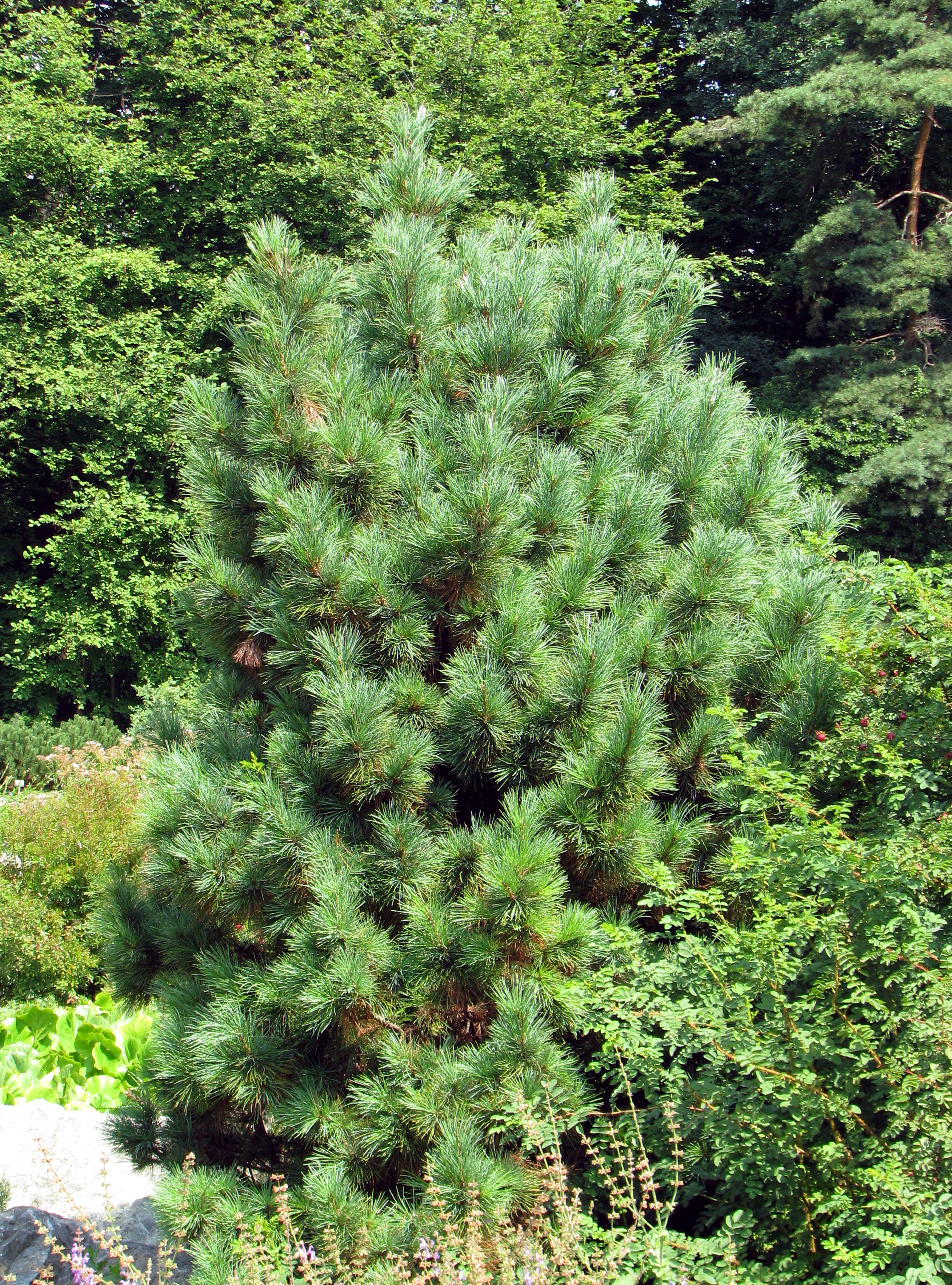
Сосна кедрова європейська в молодому віці
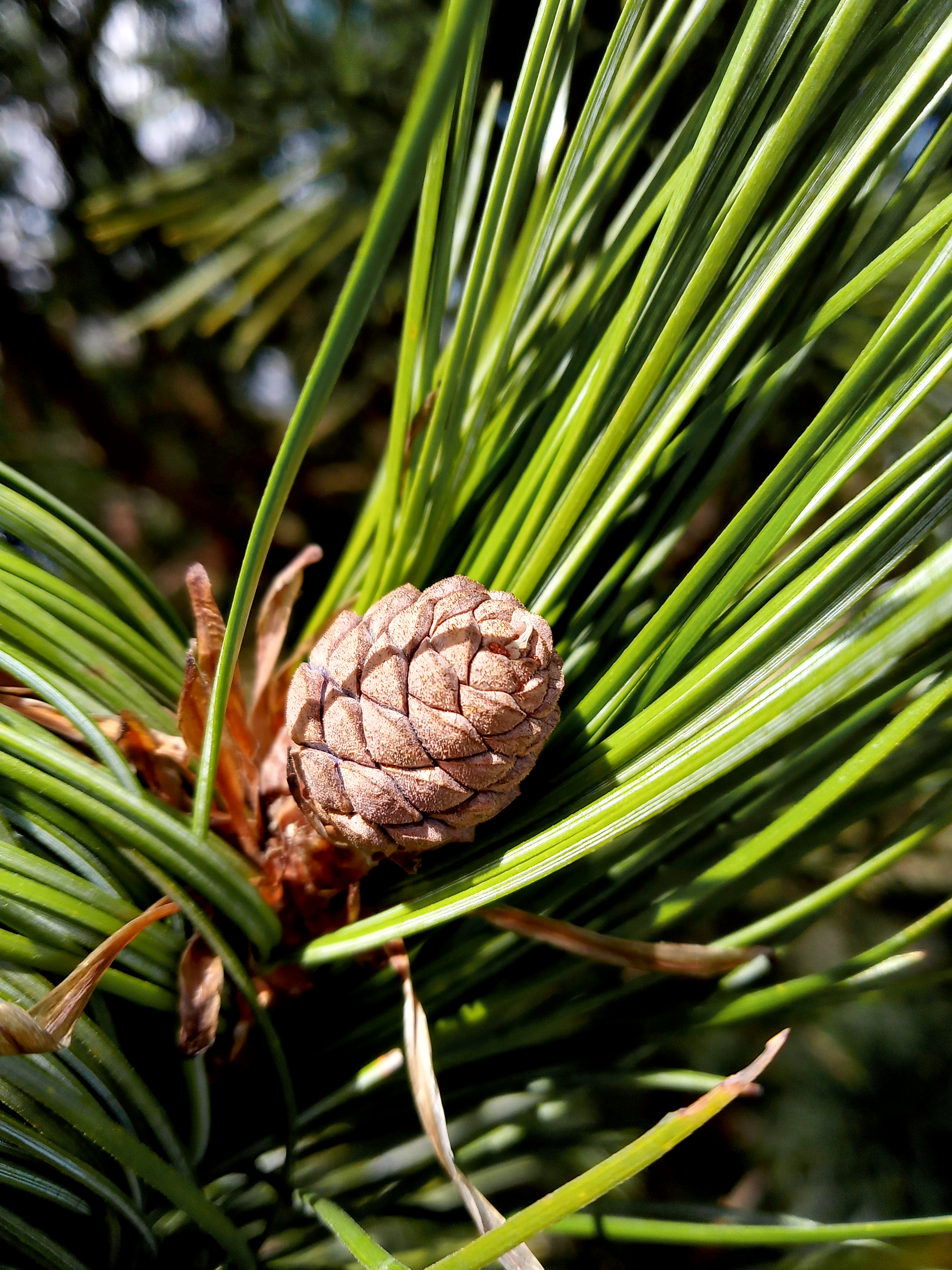
Шишка дерева
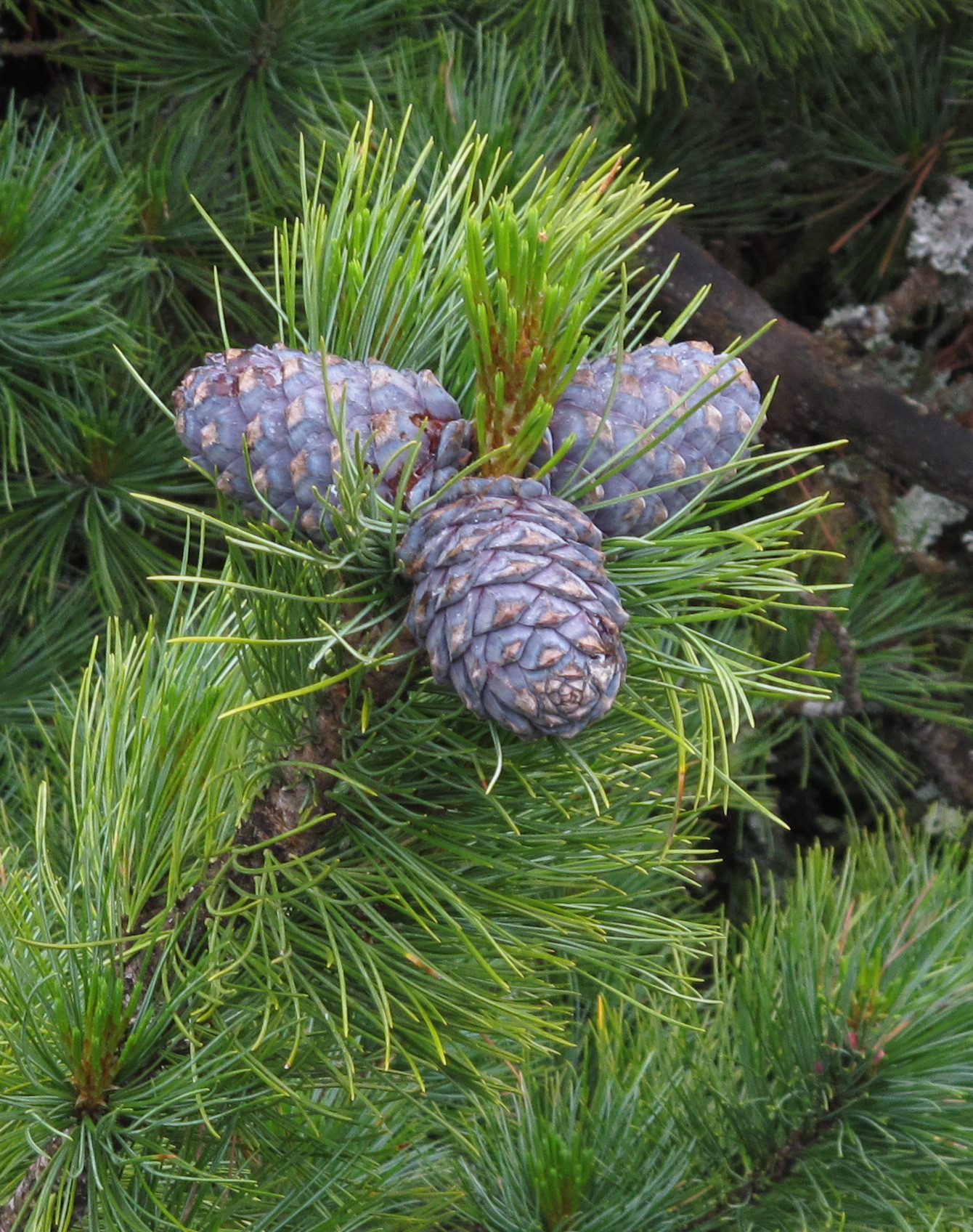
Шишки дерева
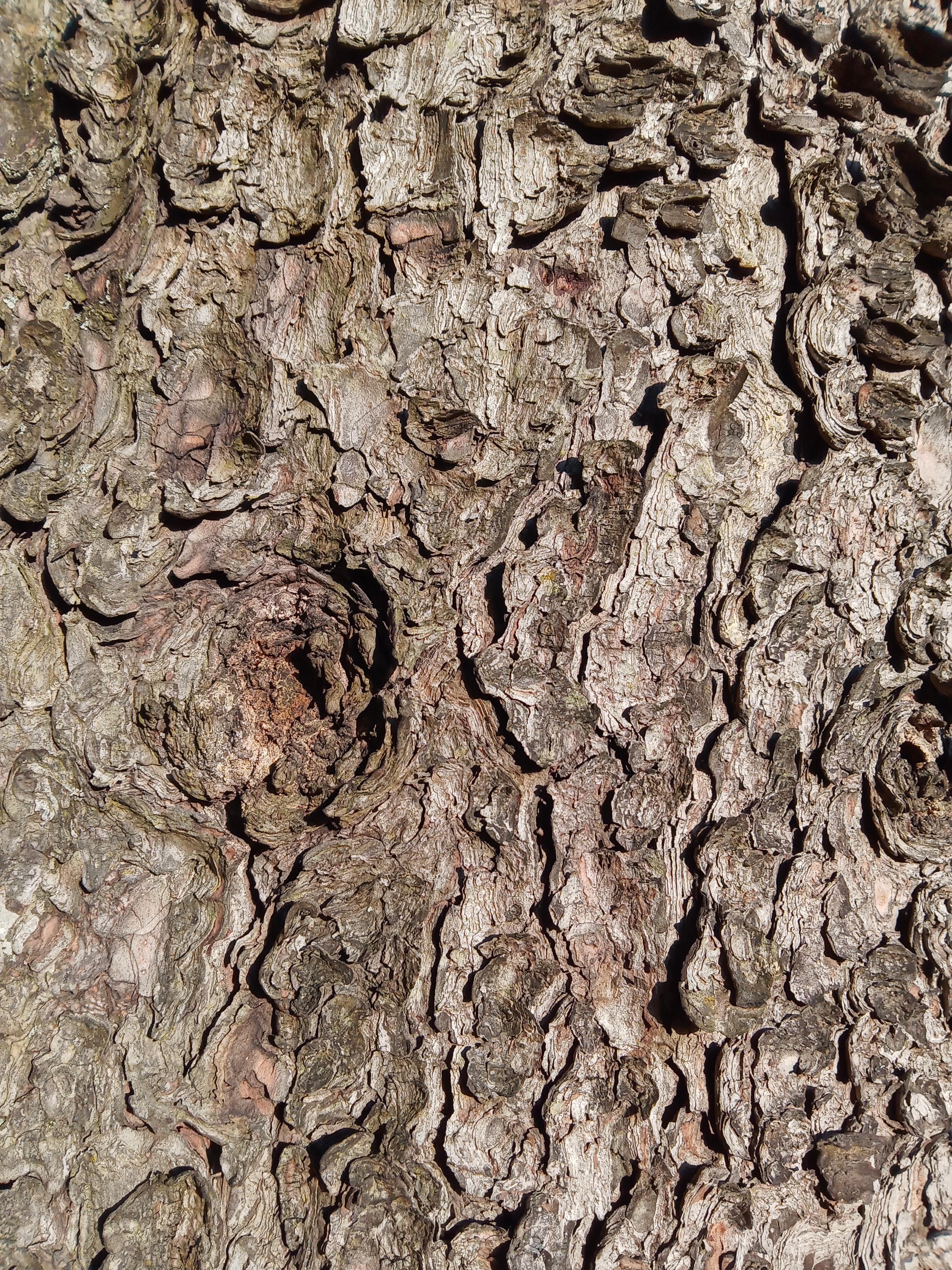
Кора дерева (Латвія)